# Łuczanie
- Łuczanie, Lučané - plemię zachodniosłowiańskie zamieszkujące dorzecze Ochrzy w Kotlinie Czeskiej. Nazwa Łuczanie wywodzi się od słowa łąka. Zaliczane do grupy plemion czeskich razem z plemionami: Pszowian, Zliczan, Litomierzycy, Dulebów, Siedliczan, Deczan, Lemuzów. Przegrali rywalizację o dominację wśród plemion czeskich i zostali wchłonięci przez Czechów.

- Łuczanie – plemię wschodniosłowiańskie zamieszkujące okolice Łucka.